# Arsenogoyazita
L'arsenogoyazita és un mineral de la classe dels arsenats que pertany al grup de la dussertita. Va ser anomenada així per Kurt Walenta i J. Dunn l'any 1987 en al·lusió a la seva composició química, sent l'arsenat anàleg de la goyazita.

## Característiques
L'arsenogoyazita és un arsenat d'alumini i estronci, de fórmula química SrAl₃(AsO₄)(AsO₃OH)(OH)₆. Pertany al grup de la dussertita, el qual pertany a la vegada al supergrup de l'alunita. És l'anàleg d'estronci de la philipsbornita i l'arsenocrandal·lita, i l'arsenat anàleg de la goyazita. Forma una sèrie de solució sòlida amb l'arsenogorceixita. Cristal·litza en el sistema trigonal formant cristalls indistintament romboèdrics agregats en crostes reniformes amb una estructura radial. La seva duresa a l'escala de Mohs és 4.
Segons la classificació de Nickel-Strunz, l'arsenogoyazita pertany a «08.BL: Fosfats, etc. amb anions addicionals, sense H₂O, amb cations de mida mitjana i gran, (OH, etc.):RO₄ = 3:1» juntament amb els següents minerals: beudantita, corkita, hidalgoita, hinsdalita, kemmlitzita, svanbergita, woodhouseita, gallobeudantita, arsenogorceixita, arsenocrandal·lita, benauita, crandal·lita, dussertita, eylettersita, gorceixita, goyazita, kintoreita, philipsbornita, plumbogummita, segnitita, springcreekita, arsenoflorencita-(La), arsenoflorencita-(Nd), arsenoflorencita-(Ce), florencita-(Ce), florencita-(La), florencita-(Nd), waylandita, zaïrita, arsenowaylandita, graulichita-(Ce), florencita-(Sm), viitaniemiita i pattersonita.

## Formació i jaciments
És un mineral secundari en dipòsits polimetàl·lics hidrotermals de barita-fluorita. Sol trobar-se associada a altres minerals com: quars, olivenita, malaquita, cualstibita, cornwallita, brochantita, barita i arsenogorceixita. Va ser descoberta l'any 1984 a la mina Clara, a la vall de Rankach, a Oberwolfach (Selva Negra, Baden-Württemberg, Alemanya). Als territoris de parla catalana ha estat descrita a la mina «Iris 18» d'Escornalbou, a Riudecanyes (Baix Camp, Tarragona).